# 1952 en Inde
Chronologie de l'Inde
- 1948
- 1949
- 1950
- 1951
- 1952
- 1953
- 1954
- 1955
- 1956

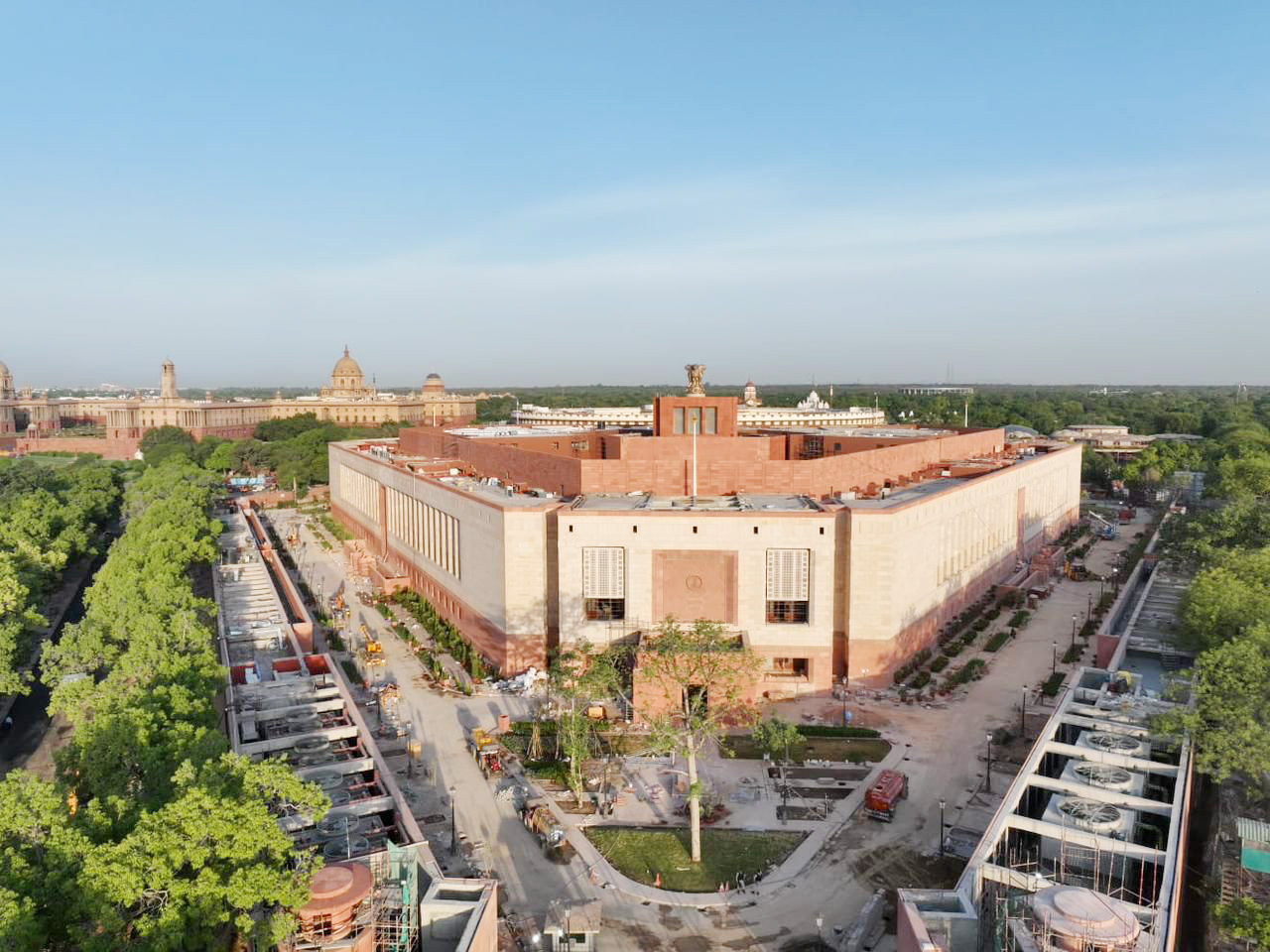
Première réunion de la Lok Sabha (Chambre du peuple) à New Delhi (17 avril 1952).

Cette page concerne les évènements survenus en 1952 en Inde  :

## Évènement
- 21 février : Fin des élections législatives indiennes.
- 3 mai : Première assemblée législative du Pendjab (en).
- 9 juin : Traité de paix entre le Japon et l'Inde.
- 28 août : Disparition de C. Alavandar. Début de l'affaire de meurtre d'Alavandar (en)).
- 15 décembre : Deuxième amendement de la Constitution de l'Inde (en).

## Littérature
- Bheemakaaya (en), premier roman de S. L. Bhyrappa (en).
- Chivaraku Migiledi (en), roman de Butchi Babu (en).
- Durgo Rahasya (en), roman de Sharadindu Bandyopadhyay.
- Hamsa Geethe (en), roman de T. R. Subba Rao (en).
- The Sun's Seventh Horse (en), roman de Dharamvir Bharati (en).
- Un habile financier (en), roman de R. K. Narayan.

## Sport
- 1er-10 février : Championnats du monde de tennis de table à Bombay.

## Naissance
- Ambareesh (en), acteur et personnalité politique.
- Raj Babbar (en), acteur.
- Mohan Babu (en), acteur, réalisateur.
- Kamalesh Chandra Chakrabarty (en), banquier.
- Rishi Kapoor, acteur.
- Noor Alam Khalil Amini (en), universitaire.
- K. Vijay Kumar (en), policier.
- Brij Narayan (en), musicien.
- Letika Saran (en), directrice générale de la Police.
- Vikram Seth, écrivain et poète.
- Hemant Shesh (en), écrivain et poète.
- Veerappan (en), bandit.

## Décès
- Surendranath Dasgupta, historien de la philosophie indienne.
- Rashid Jahan, écrivaine.
- M. P. Paul (en), critique littéraire.
- C. R. Subbaraman (en), compositeur musical.
- Paramahansa Yogananda, yogi et guru.